# 日経スペシャル ブレイクスルー 〜不屈なる開拓者〜
『日経スペシャル ブレイクスルー 〜不屈なる開拓者〜』（にっけいスペシャル ブレイクスルー ふくつなるかいたくしゃ）は2024年4月6日より毎週土曜日10:30 - 11:00にテレビ東京系列ほかで放送されている、経済をテーマにしたドキュメンタリー番組・教養番組。

## 概要
作家・相場英雄とテレビ東京アナウンサーの佐々木明子が、今の常識や技術などの限界を乗り越えて、新しい道のりを切り拓こうとする経営者、研究家、プロジェクトリーダーなどの「開拓者」を取材し、週末の朝にじっくりと骨太なテーマを通して、未来への挑戦を続ける開拓者からの気づきや勇気を次の世代に語り継いでいく。

## 出演者
- メインキャスター
  - 相場英雄（作家）
- 進行
  - 佐々木明子（テレビ東京アナウンサー）
- ナレーター
  - 谷田歩（俳優）

## 過去の出演者
- メインキャスター
  - 真山仁（小説家）

## 放送リスト
| 回数 | ラテ欄                                                    | 初放送日       |
| ---- | --------------------------------------------------------- | -------------- |
| 1    | 小説家・真山仁が“光半導体”の鍵を握るNTTに直撃             | 2024年 4月06日 |
| 2    | 小説家・真山仁が大注目ベンチャーを直撃!                   | 4月13日        |
| 3    | “人間を操る”驚愕の最新技術を小説家・真山仁が直撃!         | 4月20日        |
| 4    | “サバがマグロを産む”未来の養殖技術に小説家・真山仁が迫る  | 4月27日        |
| 5    | 歯がもう1本生える“歯生え薬”                               | 5月04日        |
| 6    | 劇団四季が決意!?“王者”の大改革                            | 5月11日        |
| 7    | 最新がん検査を発明!物を“透視”する数学の天才               | 5月18日        |
| 8    | 世界初“透視技術”を発明!「天才」の育て方とは!?             | 5月25日        |
| 9    | 格闘家が世界初の“武器”で町工場を変える闘いに挑む!         | 6月01日        |
| 10   | メルカリ参入で競争激化!王者タイミーの若き開拓者に迫る     | 6月08日        |
| 11   | 革命児がつくる“AIバリスタ”スペシャルティコーヒー          | 6月15日        |
| 12   | NYで人気“甘いイチゴ”の巨大植物工場を世界初撮影!           | 6月22日        |
| 13   | 電力不安のニッポン…資源高騰で“マグマの力”に期待!?         | 6月29日        |
| 14   | 原発に匹敵する巨大地熱発電とは!?マグマの力で電力革命      | 7月06日        |
| 15   | 道路の老朽化問題をAIで変革!若き開拓者の挑戦に迫る         | 7月13日        |
| 16   | “新固体燃料ロケット”で宇宙に価格破壊を起こせるか!?        | 7月20日        |
| 17   | レタスを5カ月保存!?冷蔵・冷凍じゃない第３の保存技術       | 7月27日        |
| 18   | 猛暑の夏に嬉しい!涼しくて臭いが気にならないTシャツとは    | 8月03日        |
| 19   | 創業430年大手老舗企業の変革!仕掛け人は宇宙人!?            | 8月10日        |
| 20   | 次世代医療の切り札“人工血液”ペット治療にも活路!?          | 8月17日        |
| 21   | 沖縄の“本物の海”を東京に再現!?いま注目の新技術            | 8月24日        |
| 22   | 油の消費量を6割削減!?“脱サラ発明家”の驚きフライヤー       | 8月31日        |
| 23   | “旬のブドウ”を1年中出荷!?不動産大手から農業ベンチャー     | 9月07日        |
| 24   | ホンダ発ベンチャー第1号 視覚障害者の“未来”を切り拓く      | 9月14日        |
| 25   | “食品ごみ”から酒造!世界初“木の酒”にも挑戦                 | 9月21日        |
| 26   | AIで話し方を採点!いままでにない話し方教室とは?            | 9月28日        |
| 27   | 「心不全」を根治する心臓再生医療!?実用化に迫る最前線      | 10月05日       |
| 28   | “回復不能の心不全”を開胸手術なしで根治する新技術に挑む    | 10月12日       |
| 29   | 医療に革命を起こす 新素材“テトラゲル”の実力とは!?         | 10月19日       |
| 30   | “酢酸菌”で免疫効果!?キユーピーが新事業を本格始動へ        | 10月26日       |
| 31   | 住友林業が“木造の超高層ビル”を実現する技術開発に挑む!     | 11月02日       |
| 32   | 住友林業が花粉症対策に“無花粉スギ”…木製の人工衛星まで     | 11月09日       |
| 33   | “巨大人型ロボット”が始動!博士の描く未来とは!?             | 11月16日       |
| 34   | 世界的ブランドも注目!異彩を放つアートの拠点               | 11月23日       |
| 35   | “本物の臓器”をつくる真の再生医療!世界初の細胞3Dプリンター | 11月30日       |
| 36   | 「コケ」が地球環境を救う!?金を回収!水質汚染の改善も       | 12月07日       |
| 37   | 2年熟成チーズを2時間で!?食品業界に驚きの超時短技術        | 12月14日       |
| 38   | ニッポン製造業の分岐点!世界を見据える若き開拓者に迫る!    | 12月21日       |
| 39   | “歯が生える薬”に“サバがマグロを産む技術”に大きな進展!     | 2025年 1月04日 |
| 40   | 若返りが可能に!?老化改善で健康寿命を延伸へ                | 1月11日        |
| 41   | 土やパンを電源に“新たな電気”を生み出す発電技術            | 1月18日        |
| 42   | “CO2を食べる菌”で世界を変える                             | 1月25日        |
| 43   | 最新AIをフル活用!ライバル企業を大解剖する画像解析         | 2月01日        |
| 44   | 可燃ごみ処理問題を解決AIフル活用術!                       | 2月08日        |
| 45   | 窮地の飲食店を大改革!若き開拓者に迫る                     | 2月15日        |
| 46   | “飲食店革命”で10兆円企業を目指す野望に迫る!               | 2月22日        |
| 47   | “宇宙のロードサービス”目指す ベンチャー                   | 3月01日        |
| 48   | “神の手”を再現!? 世界初!感触がわかる手術支援ロボット      | 3月08日        |
| 49   | エアコン電気代を30%削減!?究極のワイヤレス給電に迫る!      | 3月15日        |
| 50   | 大病にもつながる睡眠不足!睡眠の悩みを解消する!            | 3月22日        |
| 51   | “正しい睡眠”でメタボ解消に業績アップ!?                    | 3月29日        |

| 回数 | ラテ欄                                                 | 初放送日       |
| ---- | ------------------------------------------------------ | -------------- |
| 52   | 新ＭＣにベストセラー作家・相場英雄が就任!              | 2025年 4月05日 |
| 53   | 「におい」ビジネス最前!!香りが出るテレビも実現!?       | 4月12日        |
| 54   | 限界を突破する“老舗大企業”                             | 4月19日        |
| 55   | がん治療や牛肉複製まで…変貌を遂げる老舗大企業          | 4月26日        |
| 56   | “若者集団”がニッポンの漁業を変える！？                 | 5月03日        |
| 57   | 300億年に1秒しかずれない時計                           | 5月10日        |
| 58   | 船の無人運航システムを開!海の未来をつくる開拓者に迫る  | 5月17日        |
| 59   | “不良少年”足利から世界へ                               | 5月24日        |
| 60   | 栃木の町工場が“リアル下町ロケット”!?                   | 5月31日        |
| 61   | “東大の異端児”がホームラン!?人間の能力を拡張する技術   | 6月07日        |
| 62   | 薄毛の悩みを解消!?自分の髪が生える“毛髪再生医療”       | 6月14日        |
| 63   | AIで認知症を防ぐ!元キーエンスNo.1営業マンの挑戦        | 6月21日        |
| 64   | 東京～大阪を結ぶ“リニア式物流専用道路”で物流革命!?     | 6月28日        |
| 65   | 人工ダイヤで“究極の半導体”…廃炉現場から世界を変える    | 7月05日        |
| 66   | サイバー攻撃から日本を守る“ホワイトハッカー集団の拠点” | 7月12日        |
| 67   | 人間の“感覚”を再現!究極のロボットハンド                | 7月19日        |
| 68   | 未開拓の“割安物件”を衛星データとAIで発掘!              | 7月26日        |
| 69   |                                                        | 8月02日        |
| 70   |                                                        | 8月09日        |
| 71   |                                                        | 8月16日        |
| 72   |                                                        | 8月23日        |
| 73   |                                                        | 8月30日        |
| 74   |                                                        | 9月06日        |
| 75   |                                                        | 9月13日        |
| 76   |                                                        | 9月20日        |
| 77   |                                                        | 9月27日        |

## 放送局
| 放送期間                                             | 放送時間           | 放送局             | 対象地域       | 備考   |
| ---------------------------------------------------- | ------------------ | ------------------ | -------------- | ------ |
| 2024年4月6日 -                                       | 土曜 10:30 - 11:00 | テレビ東京         | 関東広域圏     | 制作局 |
|                                                      |                    | テレビ北海道       | 北海道         |        |
|                                                      |                    | テレビ愛知         | 愛知県         |        |
|                                                      |                    | テレビ大阪         | 大阪府         |        |
|                                                      |                    | テレビ和歌山       | 和歌山県       | [ 4 ]  |
|                                                      |                    | テレビせとうち     | 岡山県・香川県 |        |
|                                                      |                    | TVQ九州放送        | 福岡県         |        |
| 2024年4月28日 -                                      | 日曜 17:00 - 17:30 | さんいん中央テレビ | 島根県・鳥取県 | [ 5 ]  |
| テレビ東京系列および同時ネット局では字幕放送を実施。 |                    |                    |                |        |